# Walter Bolbrinker
Walter Bolbrinker (* 14. Juli 1896 in Bielefeld; † 18. Februar 1981) war ein deutscher Politiker (SPD). Er war von 1950 bis 1966 Mitglied des Landtags von Nordrhein-Westfalen.

## Leben
Walter Bolbrinker besuchte zunächst die Volksschule und machte dann eine Lehre als Metalldrucker. Er bildete sich fort zum Werkmeister. Im Oktober 1919 wurde er technischer Angestellter bei der Firma Miele & Cie. in Bielefeld. 
Seit 1918 war Bolbrinker Mitglied des Metallarbeiterverbands. 1925 wurde er Mitglied im Deutschen Werkmeister-Verband und wurde dort ab 1928 Vorstandsmitglied. Zwischen August 1939 und Oktober 1940 leistete er Wehrdienst in Düren. Nach dem Zweiten Weltkrieg wurde er Mitglied der IG Metall. 
In die SPD war Bolbrinker bereits 1918 eingetreten und wurde 1945 Mitglied des SPD-Bezirksvorstandes im östlichen Westfalen. Im Jahr 1946 wurde er in den Rat der Stadt Bielefeld gewählt. Er war Vorsitzender der SPD-Ratsfraktion und 1948 stellvertretender Bürgermeister.
Bolbrinker wurde von der zweiten bis zur fünften Wahlperiode als Direktkandidat im Wahlkreis 139 (Bielefeld-Stadt-Osten und Süden, später Bielefeld II) in den nordrhein-westfälischen Landtag gewählt, er war Abgeordneter vom 5. Juli 1950 bis 23. Juli 1966.